# Nicola Spieß
Nicola Spieß (Innsbruck, 29 luglio 1958) è un'ex sciatrice alpina austriaca.

## Biografia
Nicola Spieß, originaria di Mayrhofen, proviene da una famiglia di grandi tradizioni nello sci alpino: è figlia di Ernst ed Erika Mahringer e sorella di Uli, a loro volta atleti di alto livello. Sciatrice polivalente, in Coppa del Mondo ottenne il primo risultato di rilievo il 4 gennaio 1975 a Garmisch-Partenkirchen in slalom speciale (8ª) e il primo podio il 7 gennaio 1976 a Meiringen in discesa libera (2ª alle spalle della connazionale Brigitte Totschnig). Convocata per i XII Giochi olimpici invernali di Innsbruck 1976, sua unica partecipazione olimpica, si classificò 4ª nella discesa libera e non completò lo slalom speciale; il 21 dicembre dello stesso anno conquistò a Zell am See in discesa libera l'ultimo podio in Coppa del Mondo (3ª dietro alla Totschnig e alla svizzera Marie-Theres Nadig) e il suo ultimo risultato agonistico fu il 15º posto ottenuto nella discesa libera di Coppa del Mondo disputata a Schruns il 26 gennaio 1979.

## Palmarès

### Coppa del Mondo
- Miglior piazzamento in classifica generale: 12ª nel 1976
- 4 podi (tutti in discesa libera):
  - 2 secondi posti
  - 2 terzi posti

### Campionati austriaci
- 4 medaglie[2]:
  - 1 oro (discesa libera nel 1975)
  - 2 argenti (combinata nel 1976; combinata nel 1977)
  - 1 bronzo (discesa libera nel 1977)